# Јан де Вит
Јохан де Вит или Јан де Вит (24. септембар 1625—20. август 1672) је био најистакнутија личност низоземске политике средином 17. века. Обављао је функцију великог адвоката Холандије од 1653. до 1672. године.

## Биографија
Смрт Виљема II (1650) означила је крај монархистичким претензијама низоземским штатхолдерима. Његов наследник, Виљем III, био је тек рођен. Најистакнутија личност Низоземске републике после 1650. године је велики адвокат Холандије Јан де Вит. На то место дошао је 1653. године. Власт је била у рукама његових присталица. Против олигархијске власти долази до немира у градовима. Привреда је доживела стагнацију, а почела је да се опоравља тек 1680. године. Де Витов систем означио је врхунац економског успона Низоземске. Доноси се одлука да члан породице Орански више никада не може бити штатхолдер (1654), што олакшава склапање мира са Енглеском. Распуштена је и низоземска армија, што је ослабило њену моћ. Борба око премоћи у поморској трговини довела је до три енглеско-низоземска рата. 
Непосредан повод првом рату је Навигацијски акт из 1651. године. Ниједна страна не излази као победник. Мир између Де Вита и Кромвела закључен је у Вестминстеру 1654. године. Де Вит се меша у Шведско-дански рат и 1655. године стајући на страну Данске. Данска и Низоземска односе победу. Шведска је присиљена на мир у Копенхагену 1670. године. Француска, која са Де Витом склапа споразум 1662. године, признаје снагу Низоземске. Заоштравају се односи са Енглеском. Борбе се воде у Западној Африци, северној Америци и Европи. Чарлс II тражи мир који је закључен у Бреди 1667. године и представља компромис. Низоземска уступа територије у Западној Африци и Нови Амстердам (Њујорк), а добија Суринам.
Мир у Бреди заоштрио је Де Витове односе са Лујем XIV. Луј напада јужну Низоземску улазећи тако 1667. године у рат са Шпанијом (Деволуциони рат). Низоземска приступа тројном споразуму (1668), заједно са Енглеском и Шведском. Колбер води антинизоземску политику и смета му низоземски успон. Рестаурација Стјуарта довела је до побољшања положаја Виљема III (иначе, сестрића новог енглеског краља). Опозвана је одлука о искључењу Виљема са свих функција. Холандија 1667. године укида функцију штатхолдера и команданта сувоземних и поморских снага документом познатим као Вечни едикт. То не решава уставно питање у Низоземској јер Холандију нису следиле остале провинције. Утицај Де Вита опада од 1670. године. Исте године закључен је тајни споразум у Доверу између Енглеске и Француске о подели Низоземске. Рат избија 1672. године. Низоземска нема армију којом би се бранила. Луј улази у Утрехт. Де Вит је рањен од стране присталица Оранских и силази са политичке сцене. Већина градова опозива Вечни едикт, те је Виљем враћен на функцију штатхолдера и команданта сувоземних и поморских снага. Де Вит подноси оставку на функцију великог адвоката, а убрзо је убијен у Хагу.

## Смрт
Народ је позвао Вилијама III да преузме Јан де Витово место док су демонстрирали против њега. Де Витов брат, Корнелије, ухапшен је због издаје и завере против Вилијама III. Након што је био подвргнут мучењу, Корнелије је ухапшен. Давши оставку 4. августа 1672. године, Јан де Вит је отишао у посету свом брату у затвор у Хагу. Оно што де Вит није знао је да га организована руља, знајући да посећује свог брата, чека прикривена. Француски писац Александар Дима описао је овај догађај у Црном тулипану:
| „ | Сваки од злочинаца, охрабрен његовим [Јановим] падом, желео је да пуца у њега или га удари чекићем, или да га убоде ножем или мачем... Свако је желео да извуче кап крви од палог јунака и откине комадић његове одеће. | ” |

Без страже, гомила је упала у затвор и одвукла браћу. Тада их је раскомадала. Дима о томе пише:
| „ | Након што су их истукли и потпуно оголили, руља је њихова гола и крвава тела одвукла до истребљене гибе, где су их крвници вешали за ноге. Тада су дошли најподлији гадови од свих, који се нису усудили да ударе по живом месу, него су исекли мртве на комаде, а затим су кренули по граду и продавали мале кришке тела Јана и Корнелија. | ” |

Иако тачни детаљи нису потврђени, опште је прихваћено да су убиства у најмању руку била дивљачка. Говорило се да су Холанђани заправо појели де Вита након што су га убили, а једна верзија чак тврди да је један члан мафије појео његову очну јабучицу. На крају, нови владар, Вилијам III, није учинио ништа да казни коловође руље.
Данас у Холандији постоје три статуе Јана де Вита, све изграђене у двадесетом веку.

## Наслеђе
Линч браће Де Вит приказан је драматичним интензитетом у прва четири поглавља Црног тулипана, историјског романа Алекандра Диме, први пут 1850. године, и овај догађај има импликације на целу линију радње књиге. У своје време, књига је помогла да ову трагедију упозна француска читалачка публика (и читалачка публика у другим земљама на чије је језике књига преведена) који су иначе били неинформисани о холандској историји.
Важна улога Де Вита у холандској политици и његовом убиству била је предмет филма Michiel de Ruyter из 2015. године, под називом The Admiral у енглеској верзији.
Тренутно је један холандски ратни брод назван по HNLMS Johan de Witt (L801).